# Armentières
Armentières là một xã của tỉnh Nord, thuộc vùng Hauts-de-France, miền bắc nước Pháp.

## Thành phố kết nghĩa
- Osterode am Harz, Đức
- Stalybridge, Liên hiệp Vương quốc Anh và Bắc Ireland
- Litoměřice, Cộng hòa Séc